# Heidelberg School
The Heidelberg School, ou « école de Heidelberg », est un mouvement artistique australien de la fin du XIXe siècle. Les origines de l'art australien sont souvent associées à l'école de Heidelberg des années 1880-1890. Des artistes comme Arthur Streeton, Frederick McCubbin et Tom Roberts se sont efforcés de donner une image plus vraie de la lumière et des paysages uniques d'Australie. Le nom n'est plus limité à ces artistes qui ont peint aux alentours de Heidelberg, banlieue alors rurale de Melbourne, mais est employé pour décrire les artistes australiens de la fin du XIXe siècle qui ont commencé à peindre en plein air.

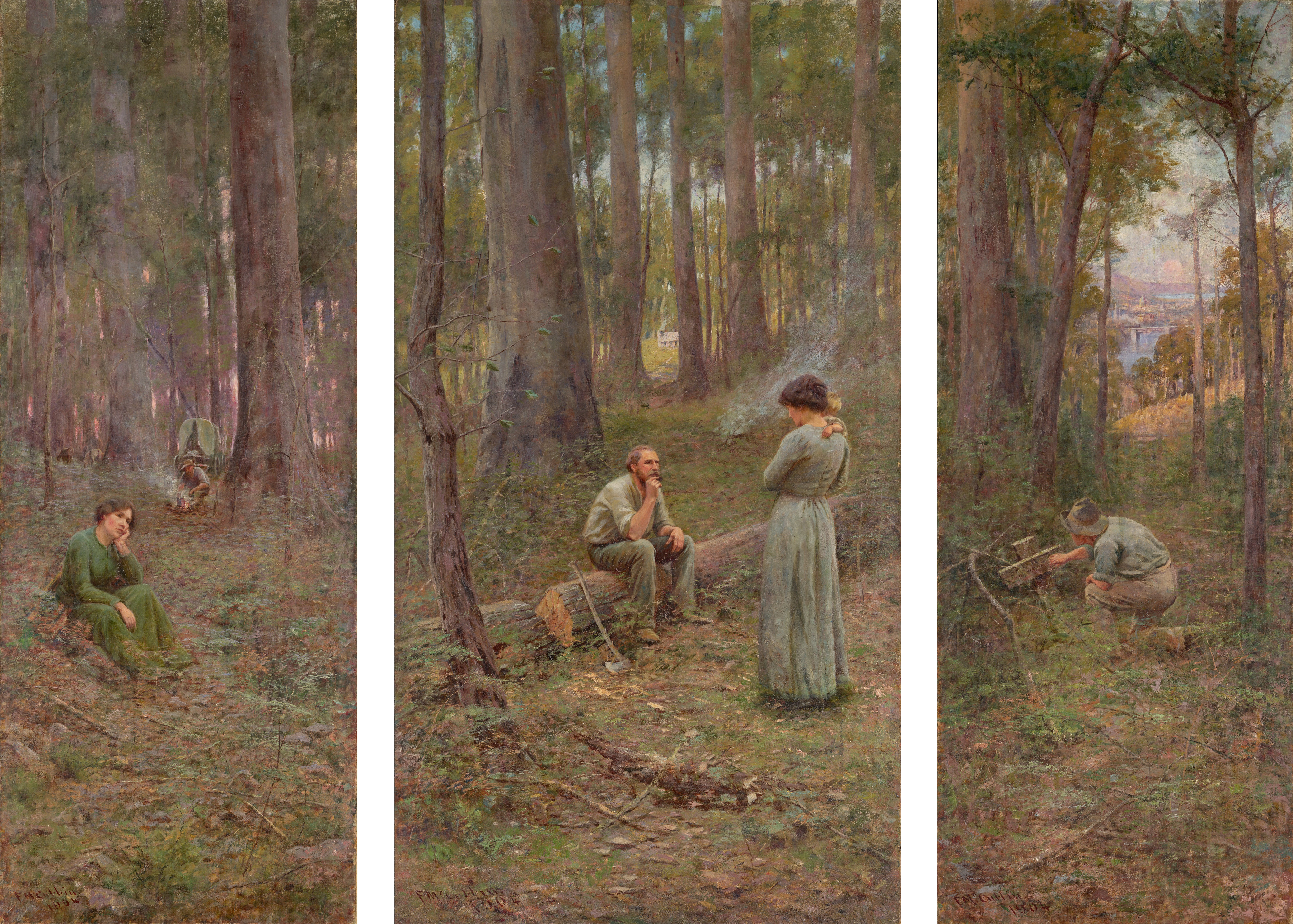
Frederick McCubbin, Pioneer, 1904.

## Histoire

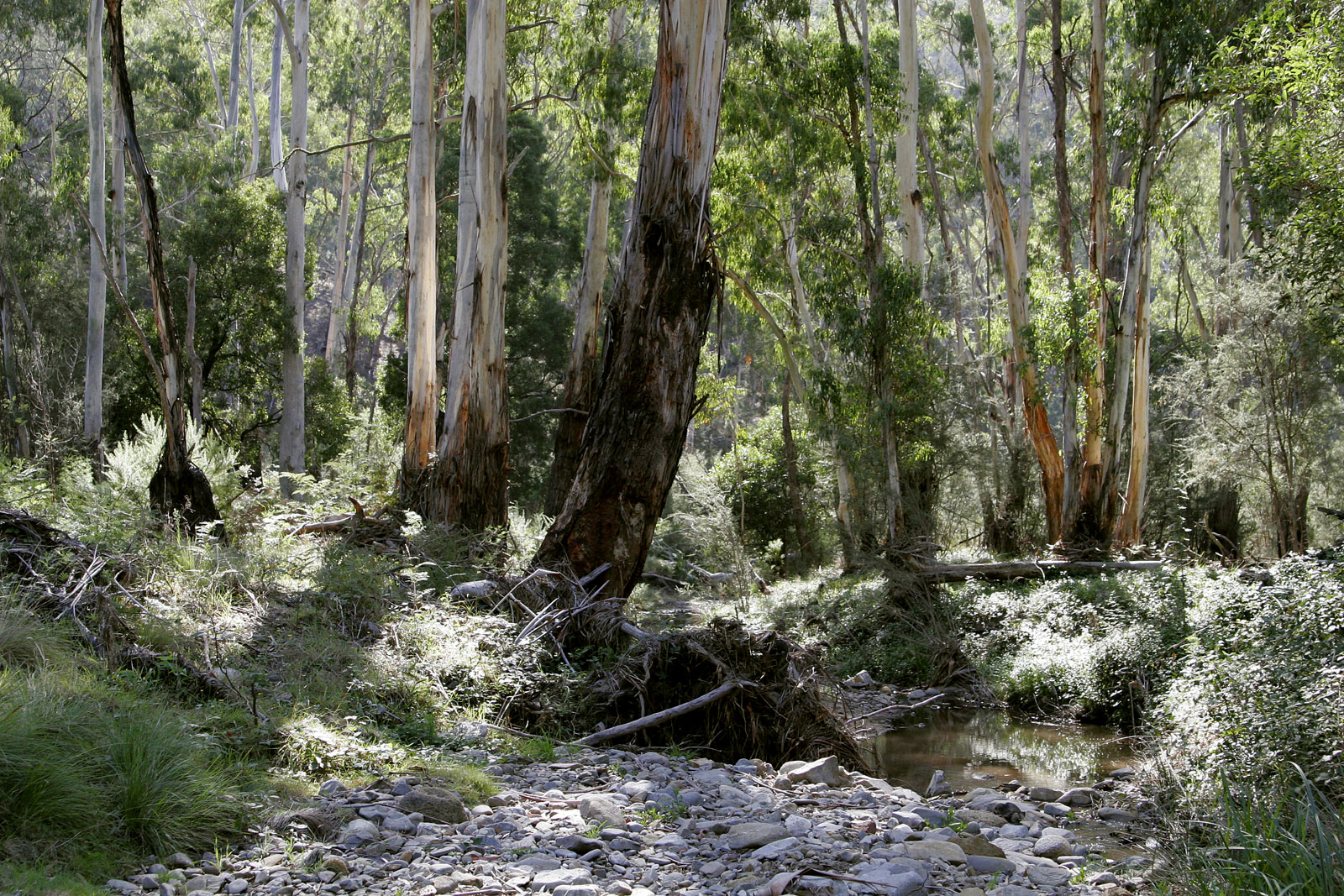
Le Bush australien, l'inspiration pour le mouvement.

L'histoire de l'art en Australie à compter de 1788 est souvent relaté comme le décalage progressif d'un sens européen de lumière à un sens australien de lumière. Vers la fin du XIXe siècle, l'art des peintres comme ceux de l'école Heidelberg et la prose des écrivains comme Banjo Paterson et Henry Lawson ont fait naître un sentiment croissant d'identité nationale en Australie
Tom Roberts (1856-1931) a été l'un des premiers peintres à identifier le caractère spécial du paysage australien. À Melbourne, avec son ami Frederick McCubbin, il étudia la peinture en cours du soir sous la direction de Louis Buvelot et d'Eugen von Guerard avant de retourner étudier à plein temps à la Royal Academy of Arts. En 1881, Tom Roberts est devenu le premier peintre australien à choisir pour étudier à l'Académie à Londres. Il a étudié l'impressionnisme en Europe.
Après être revenu en Australie, il a joint Frederick McCubbin, Arthur Streeton et Charles Conder, se spécialisant en peignant la images australien. La lumière et la flore en Australie est distinctement différente de celle de l'Europe, et les peintres de Heidelberg ont essayé de le refléter dans leurs paysages, comme dans Down On His Luck par McCubbin (1889), qui raconte l'histoire d'un journalier itinérant (swagman) découragé, ou Golden Summer, Eaglemont (1889) par Streeton. Roberts a peint un nombre considérable de paysages et de portraits, certains avec son ami McCubbin. Un de ses travaux le plus célèbre était Shearing the Rams (1890): une célébration de la vie et de travail pastoraux, travail fort et masculin.
Le premier atelier d'artistes a été installé à Box Hill en 1886. Au début de 1887, peignant aux Beaumaris et Mentone (banlieues de Melbourne au bord de la mer), Roberts ont rencontré Streeton. Conder les a joints de Sydney en 1888. En 1889, ils ont établi un camp à Eaglemont. En août, Roberts, Streeton et Conder a arrangé une exposition des impressions (avec quelques contributions par quatre autres, comprenant McCubbin). L'exposition a été montrée dans un cadre esthétique et de Bohème. Plusieurs des peintures ont été moquées par des critiques. En 1890, Shearing the Rams, par Roberts s'est appelé trop naturaliste. Le mouvement a été baptisé en juillet 1891, quand le critique d'art Sidney Dickinson a écrit un examen des expositions des travaux de Walter Withers et d'Arthur Streeton. Dickinson a noté que ces artistes, dont les travaux ont été la plupart du temps peints dans la région de Heidelberg (Australie), pourraient être considérés comme appartenant à la Heidelberg School
L'école a eu quelques défenseurs, mais le public était généralement détaché et en 1891, Roberts a suivi Streeton à Sydney et a établi un atelier d'artistes  à la Sirius Bay, là où Streeton et A.H. Fullwood l'ont joint. Inspiré par les impressionnistes français, les ateliers d'artistes se sont épanouis autour du Sydney Harbour dans les années 1880 et 1890, aux endroits idylliques - allant de Balmoral Beach et Curlew Camp à Sirius Cove, là où Streeton et Roberts ont peint certains des chefs-d'œuvre reconnus de l'art australien.
Par la suite, l'école de Heidelberg  a pris une signification plus large et englobe les artistes australiens de la fin du XIXe siècle qui ont peint en plein-air dans la tradition impressionniste. Ces artistes ont été inspirés par les beaux paysages du Yarra et de la lumière unique qui caractérise le bush australien.

## Artistes

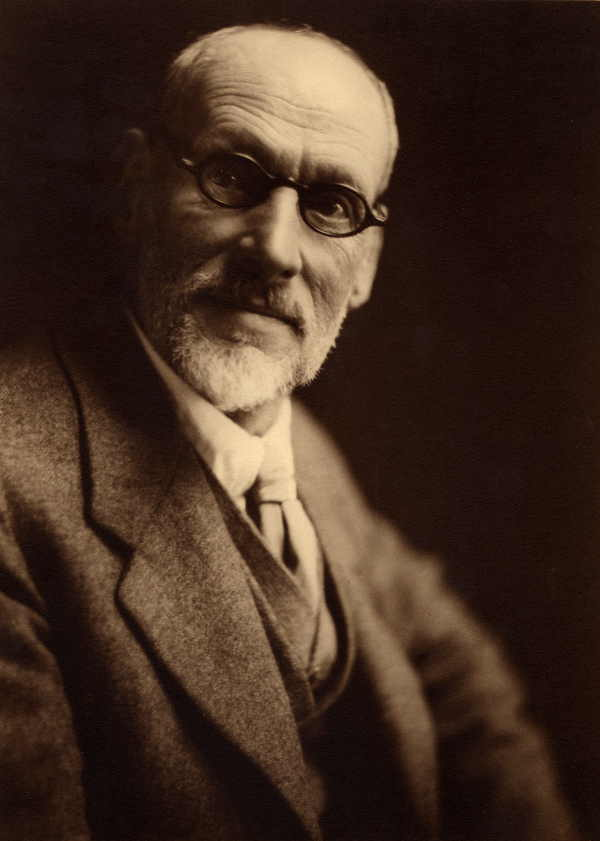
Tom Roberts.

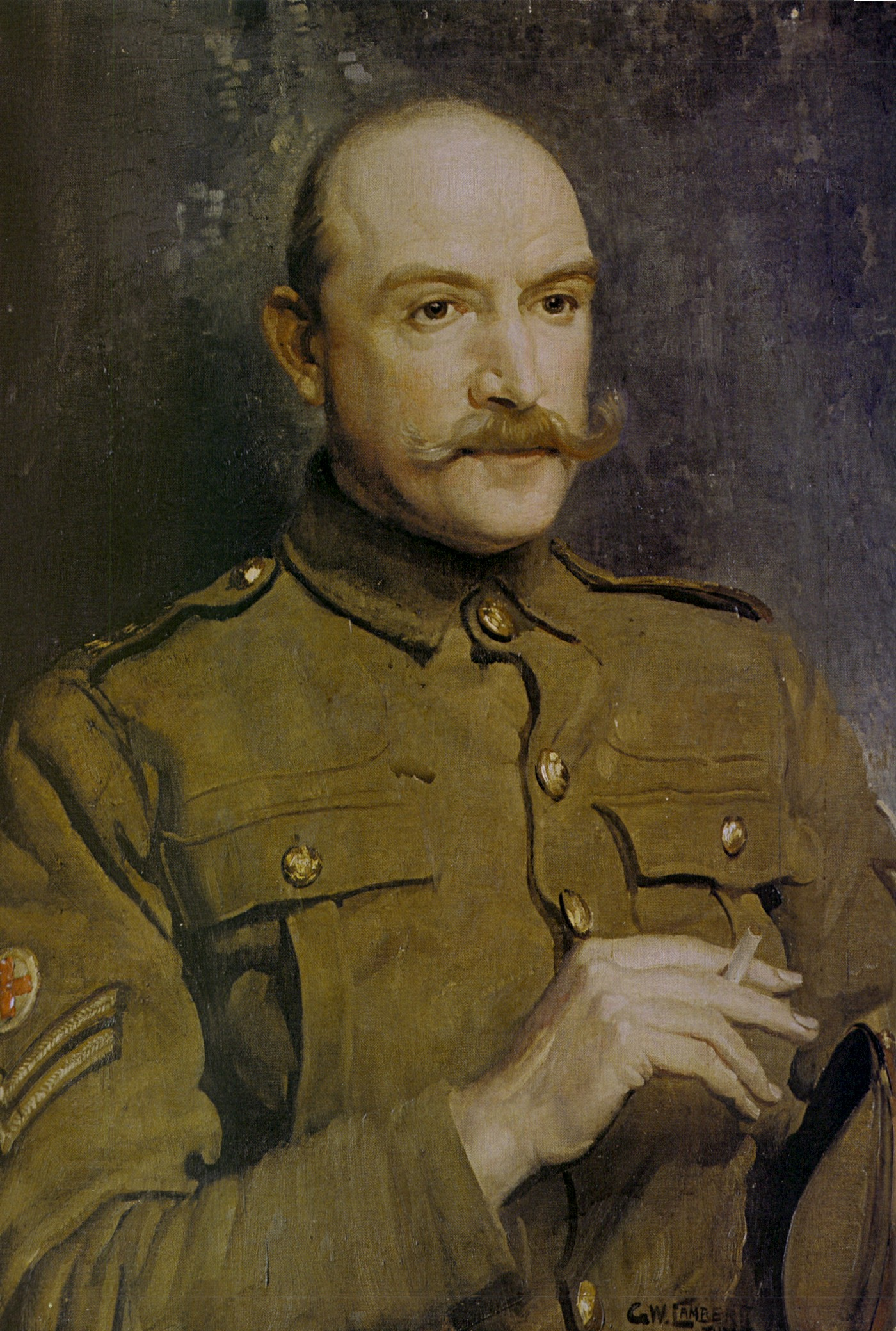
Arthur Streeton, par George Lambert, 1917.

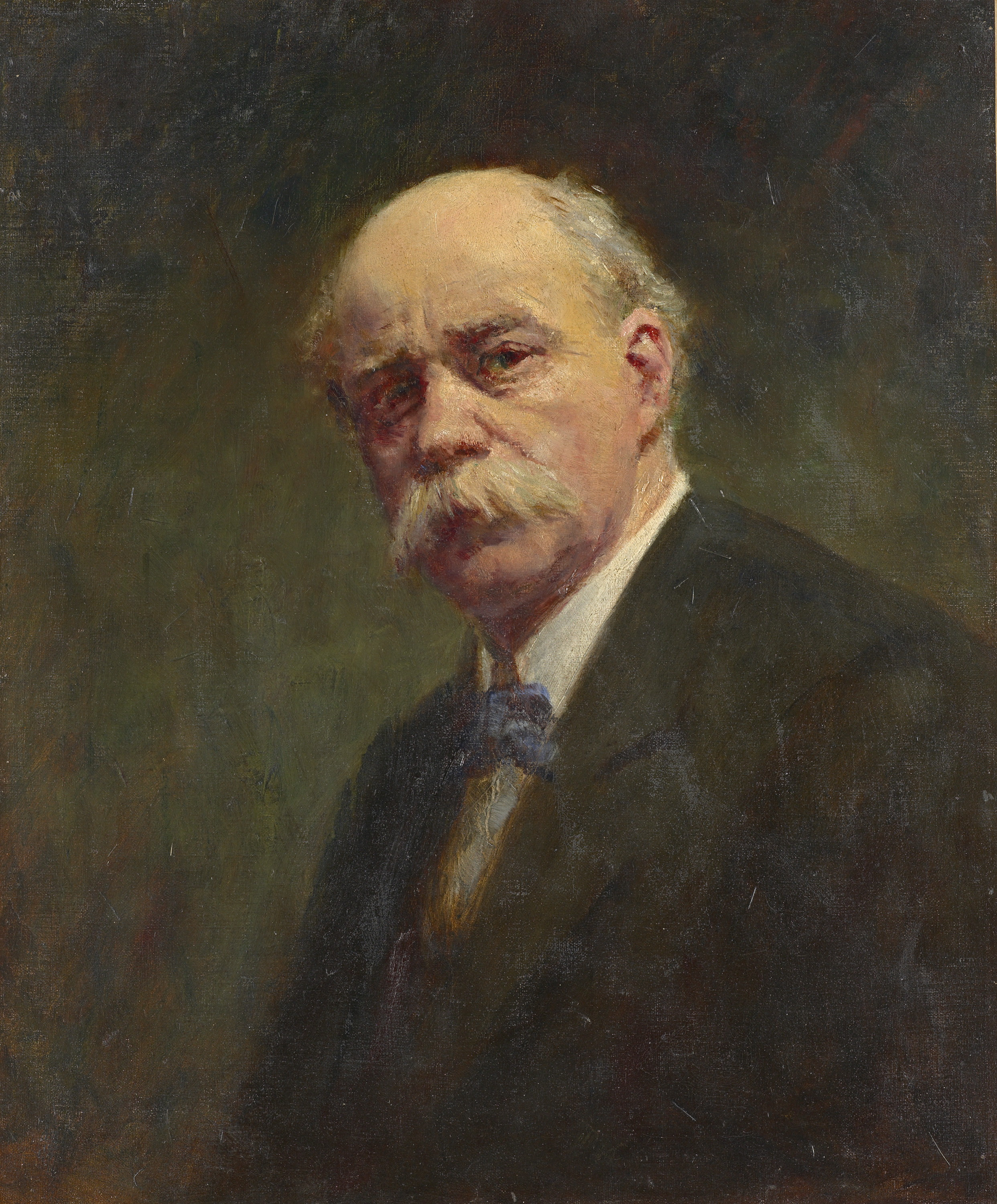
Frederick McCubbin, self-portrait, 1913.

## Artistes[5]
- Alice Boyd
- Louis Buvelot
- Charles Conder
- David Davies
- E. Phillips Fox
- Fox Wife of EP Fox
- Eugene von Guérard
- Frederick McCubbin
- Jane Price
- Tom Roberts
- William Nicholas Rowell
- Arthur Streeton
- Clara Southern
- Tudor St George Tucker
- May Vale
- Walter Withers
- Jane Sutherland

## Emplacements
- Heidelberg
- Bulleen
- Templestowe
- Warrandyte
- Hahndorf
- Eltham
- Research
- Diamond Creek
- Ferntree Gully
- Kallista
- Olinda
- Mount Dandenong
- Kalorama
- Silvan
- Lilydale
- Yarra Glen
- Coldstream
- Yering

## Galerie

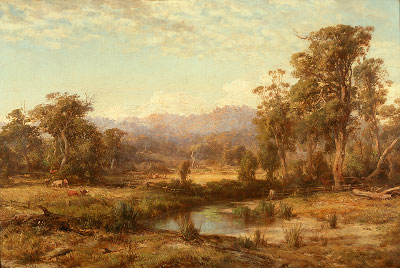
Louis Buvelot, Macedon Ranges, 1874
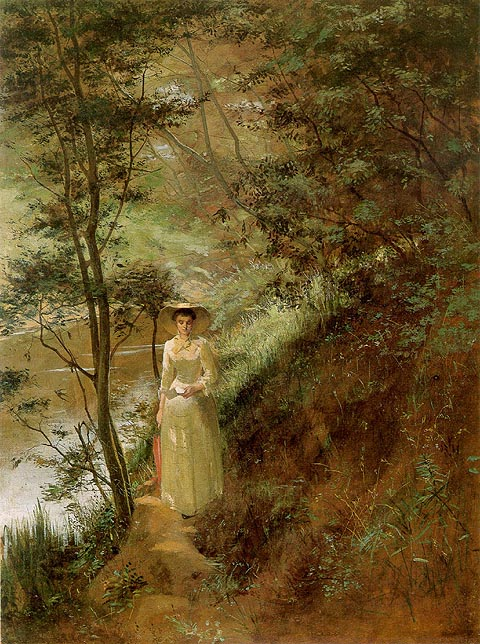
Frederick McCubbin, The Letter, 1884
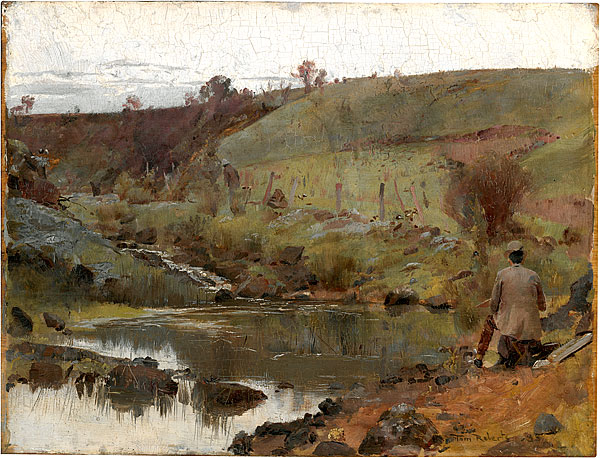
Tom Roberts, A Quiet Day on Darebin Creek, 1885
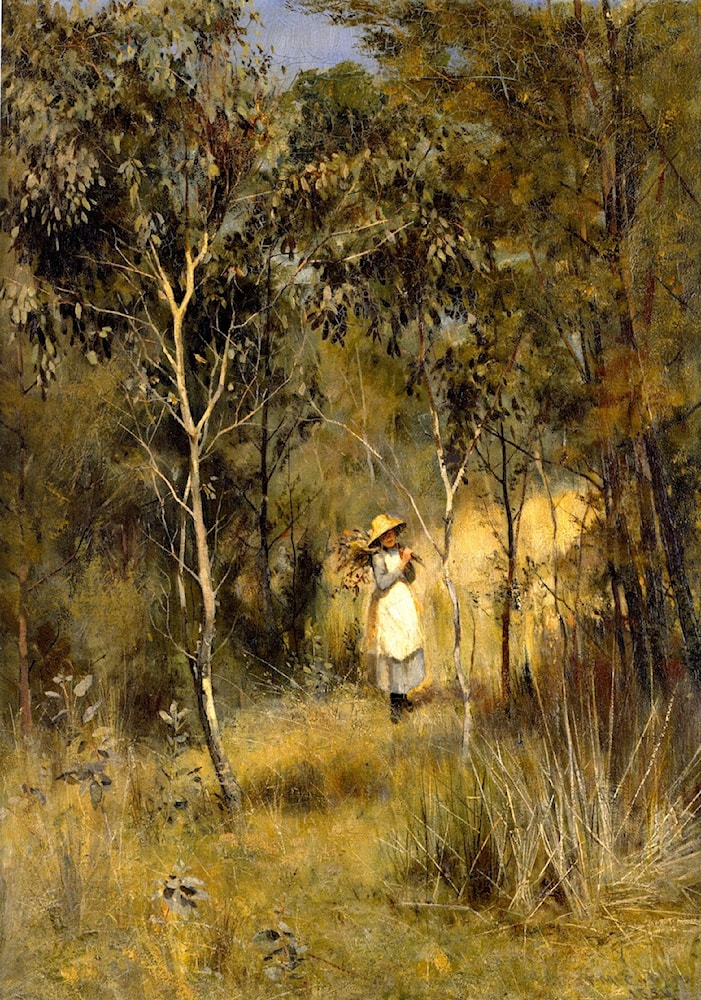
Frederick McCubbin, Gathering Mistletoe, 1886
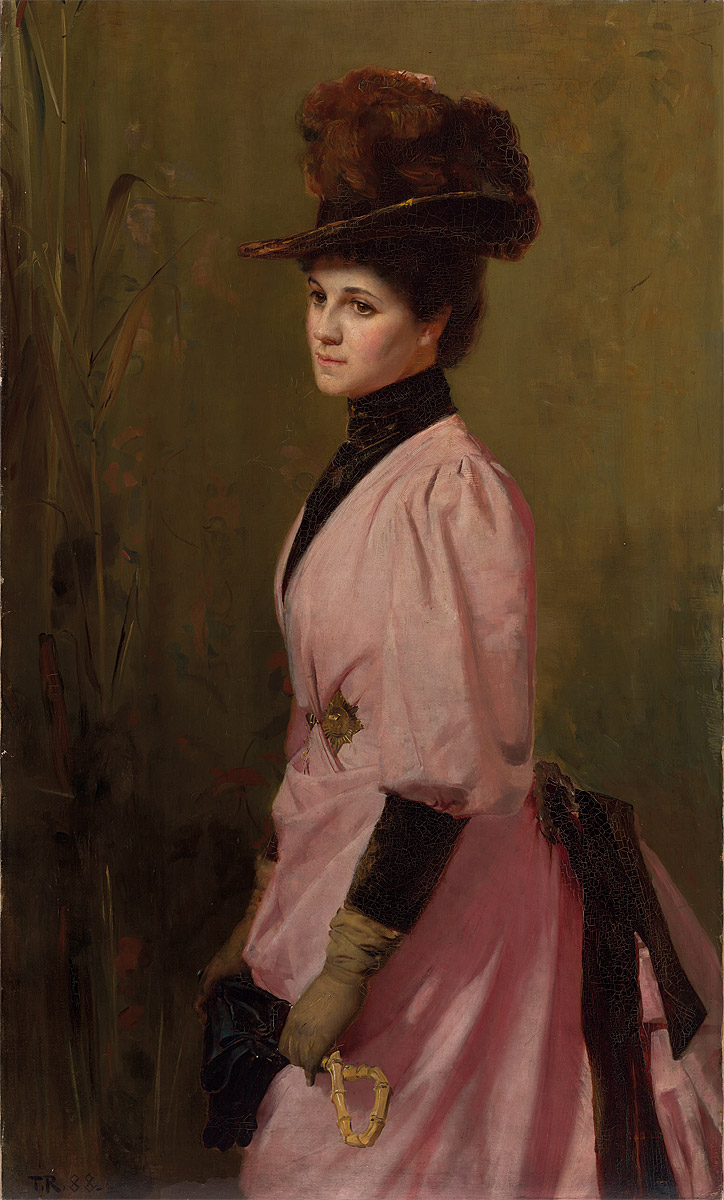
Tom Roberts : The Australian Native, 1888
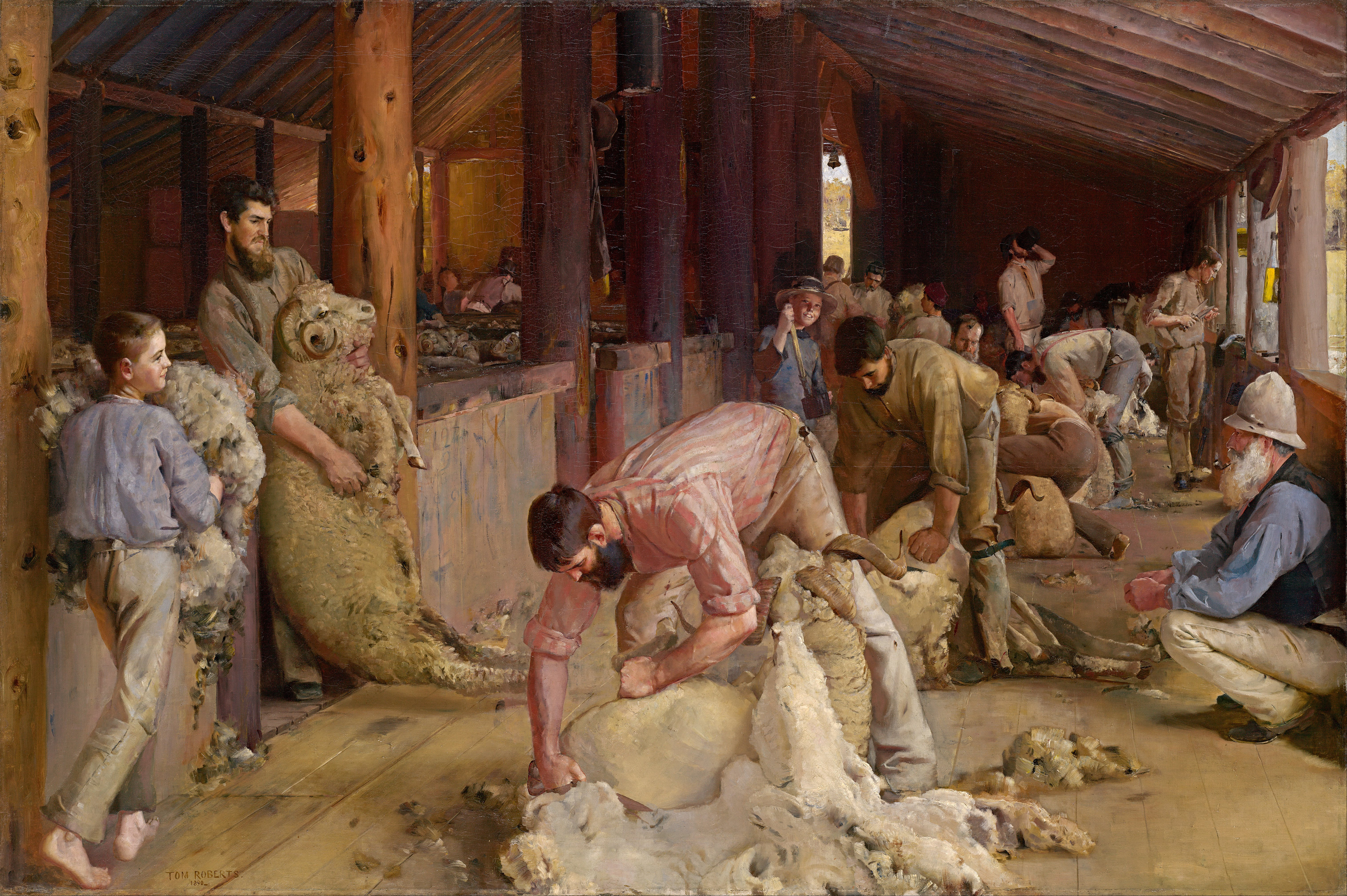
Tom Roberts, Shearing the Rams, 1888-1890
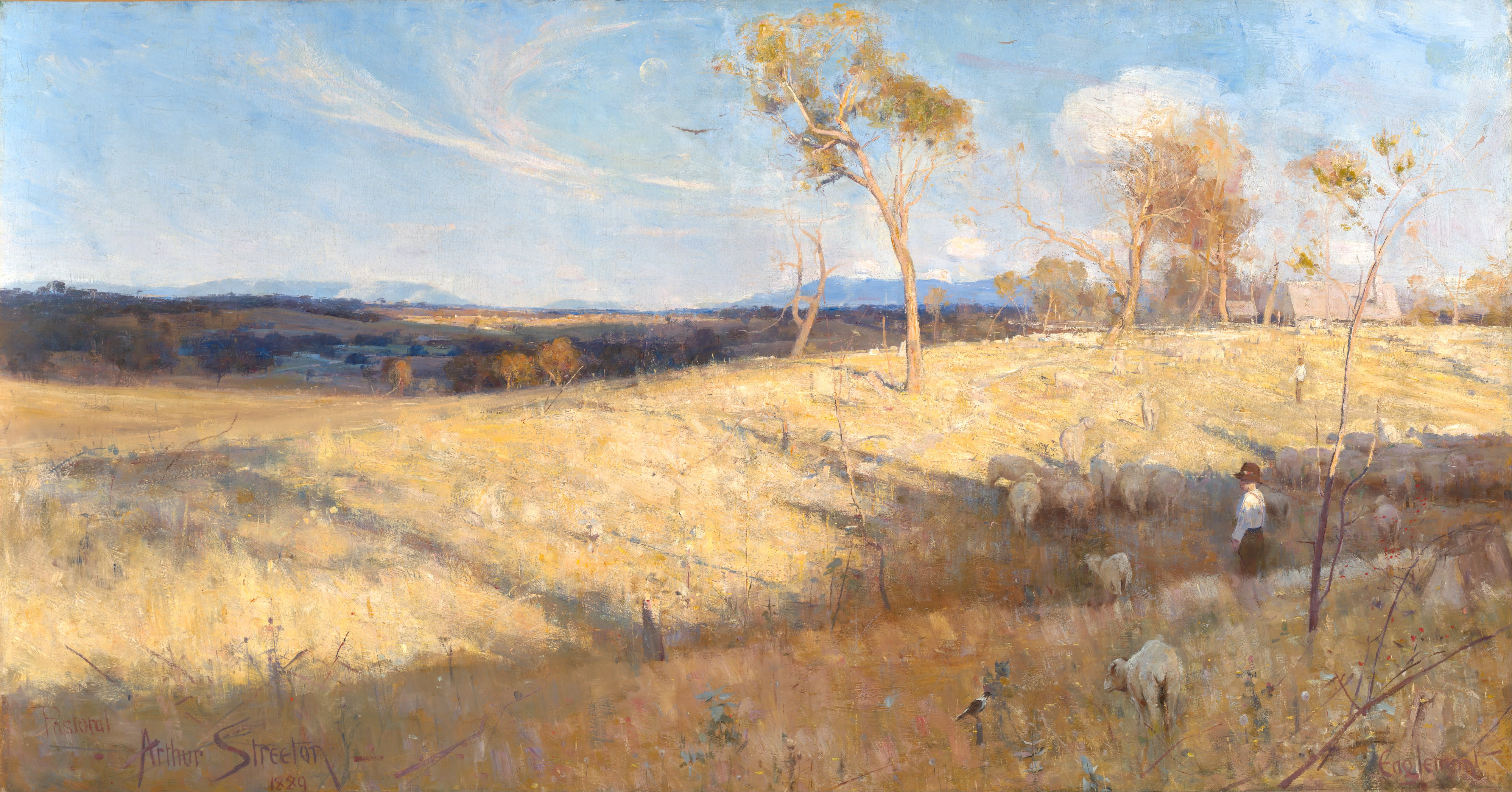
Arthur Streeton, Golden Summer, Eaglemont, 1889
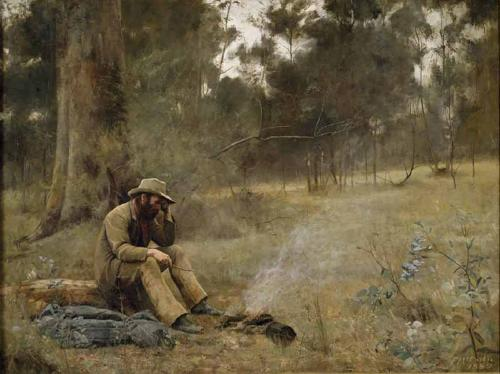
Frederick McCubbin, Down on His Luck, 1889
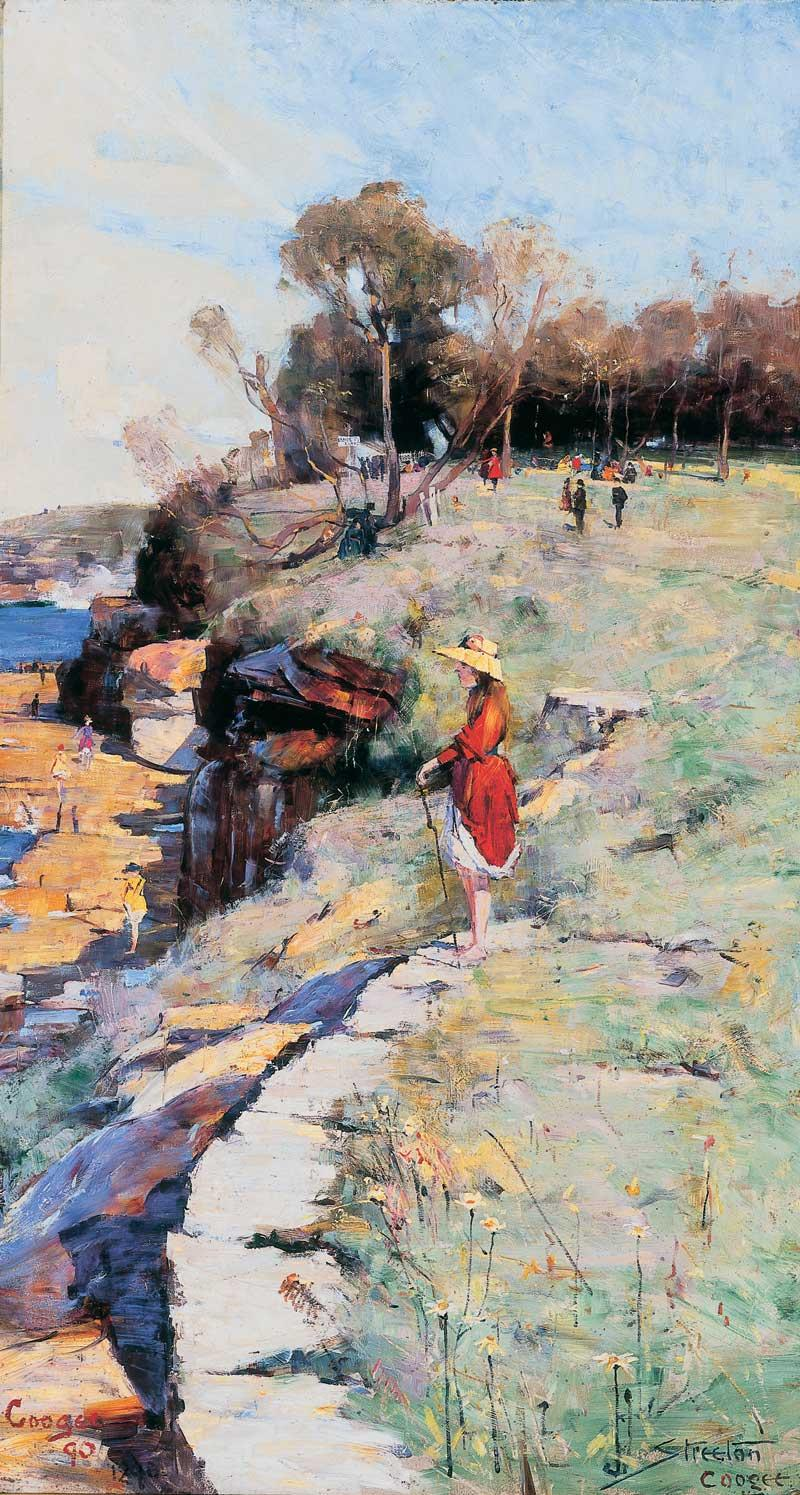
Arthur Streeton, Sunlight Sweet, Coogee, 1890
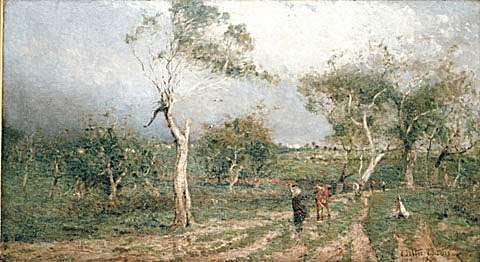
Walter Withers, The Storm, 1896
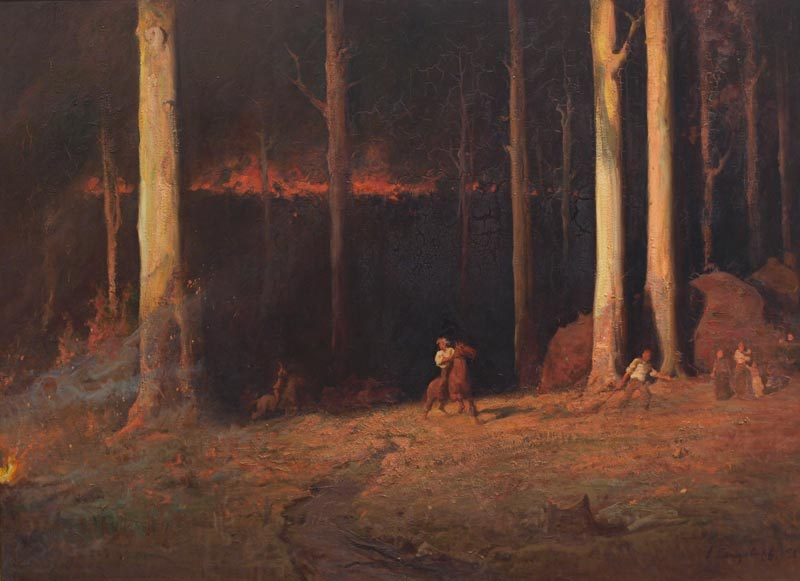
John Longstaff, Gippsland, Sunday Night, 1898
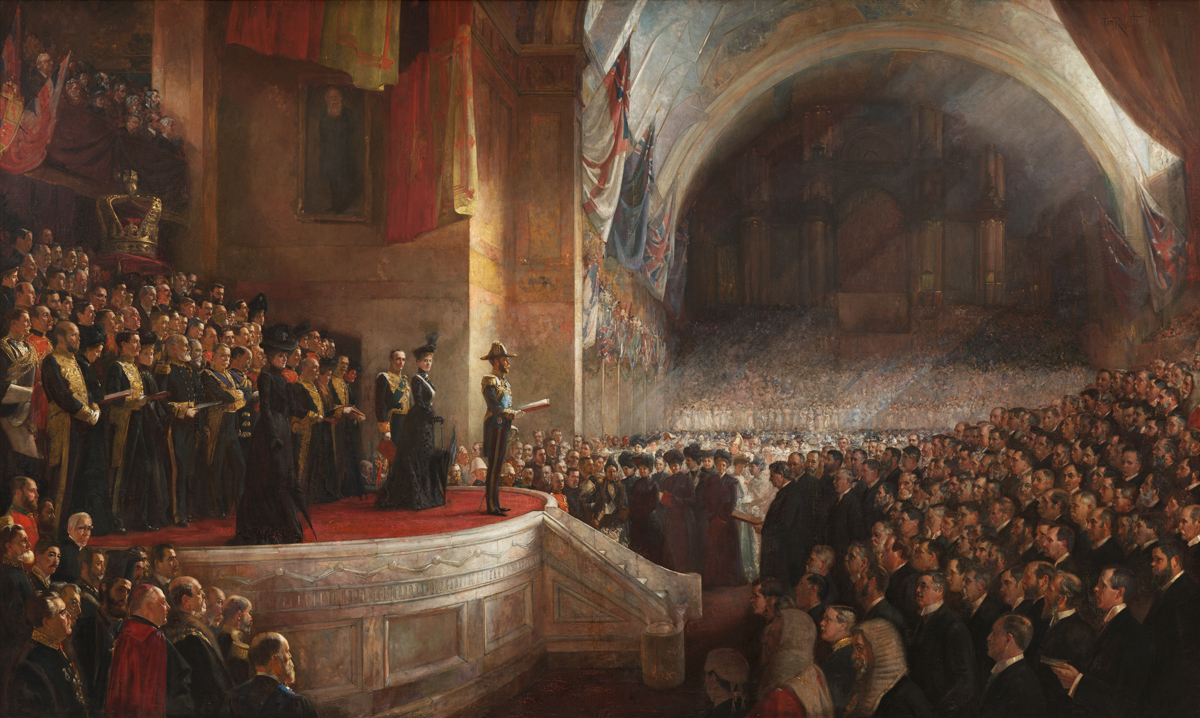
Tom Roberts, Opening of the First Parliament, 1901